# Cocoon Crash
Cocoon Crash is het derde studioalbum van de Belgische rockgroep K's Choice. Het kwam uit in juni 1998 op het label van Sony BMG. In Vlaanderen bereikte Cocoon Crash de nummer 1-positie in de hitlijsten, en ook in Nederland verbleef het album wekenlang in de top 10. In beide landen werd Cocoon Crash platina. De eerste single van het album was Believe, daarna volgden nog Everything for free, If you're not scared, God in my bed en het titelnummer Cocoon crash.

## Nummers
1. "Believe" - 3:33
2. "In Your Room" - 3:40
3. "Everything for Free" - 3:48
4. "Now Is Mine" - 2:53
5. "Butterflies Instead" - 3:37
6. "If You're Not Scared" - 3:19
7. "20,000 Seconds" - 2:26
8. "Too Many Happy Faces" - 3:31
9. "Cocoon Crash" - 3:12
10. "Hide" - 4:10
11. "Freestyle" - 3:19
12. "Quiet Little Place" - 3:16
13. "God in My Bed" - 3:06
14. "Winners" - 3:55

## Artiesten
- Gert Bettens – zang, gitaar
- Sam Bettens – zang, gitaar
- Jan Van Sichem Jr. – gitaar
- Eric Grossman – basgitaar
- Bart Van Der Zeeuw – drums, percussie